# نلی خوستیکیان
نلی گورگنی خوستیکیان (ارمنی: Նելլի Գուրգենի Խոստիկյան؛ زادهٔ ۲۵ مهٔ ۱۹۴۰ - درگذشته ۱۲ اکتبر ۲۰۲۰) یک آسیب‌شناسی و استاد کالبدشناسیاهل ارمنستان بود.

## زندگی‌نامه
در ۲۵ مهٔ ۱۹۴۰ در ایروان به دنیا آمد و از دانشگاه پزشکی دولتی ایروان (۱۹۶۳) فارغ‌التحصیل شد.  وی در ۱۲ اکتبر ۲۰۲۰ در سن سالگی در ایروان درگذشت.

## یادداشت
1. ↑  բժշկական գիտությունների դոկտոր